# 宗久寺 (恵那市)
宗久寺（そうきゅうじ）は、岐阜県恵那市東野にある観世音菩薩を本尊とする曹洞宗の寺院。山号は萬松山。
恵那三十三観音霊場七番、中部四十九薬師霊場二十六番。

## 歴史
元和2年（1616年）に岩村藩主松平乗寿の家臣で東野陣屋代官の鈴木主馬入道宗久が領民の求めに従って、しん地(年貢を納めなくてもよい地)に、大井長国寺ニ世の葉山嫩奕を開山に招いて庵寺を建立したのが始まりである。
その後、寺地は松浦屋敷、庄次坊、寺上と変遷して、現在地に移った。
嘉永6年（1853年）、天嶺秀暁が住持をしていた際に伽藍が焼失するが、
安政6年（1859年）に長栄寺の金端俊猊によって再建された。
本堂の聖観音菩薩が恵那三十三観音霊場七番札所の本尊となっているほか、
明治18年（1885年）に東野にあった小堂から移された薬師如来は別名を、『はだか薬師如来』と称する石仏で、中部四十九薬師霊場二十六番札所の本尊となっている。
寺宝として、蓮如上人が文明3年（1471年）に自ら筆を執った六字名号を所蔵する。恵那市の文化財に指定されている。

## 延命地蔵菩薩 (みずかけ地蔵)
応仁元年（1467年）、応仁の乱が勃発すると、美濃国の守護大名であった土岐成頼は西軍に属した。
文明5年（1473年）10月に、土岐成頼の重臣の斎藤妙椿が伊勢国への遠征を行なうと、その隙をついて、東軍の信濃国松尾城主の小笠原家長が伊那谷から、木曾家豊が木曽谷から東濃に侵攻した。
遠山氏はこれを防げず、大井城を占領され、土岐郡釜戸村の荻島城(刈安城)まで落城した。
この時に小笠原勢に参加していた奥州出身の武士の太田某が東野村へ辿り着き、臨終の際に「自分の死後は、地蔵尊を建立して供養してほしい」と遺言し若干の金子を村人に渡して没した。
当時は戦国時代が始まった時期で当地も戦乱の渦中にあったため、地蔵尊は建立されないままになっていたが、
寛文10年(1670年)春、村人たちは霊夢によって地蔵堂を建立し、延命地蔵菩薩を安置した。それ以来、その一帯は地蔵ヶ平と呼ばれるようになった。
この延命地蔵尊は霊験があらたかで、参拝者が後を絶えなかった。
ある時に足腰が立たない人が参拝に訪れ、地蔵堂に21日間参籠して祈願を続けたところ、すっかり全快して歩行も自由になり感涙にむせびながら田地一反を奉納して帰っていった。足腰が立たない人が使用していた手押し車と杖は、明治30年頃まで宗久寺に残っていたと伝わる。
延命地蔵菩薩は、通称『みずかけ地蔵』とも呼ばれ病気平癒に験があるとして信仰されている。
明治20年頃、開墾の為に地蔵堂は宗久寺境内の現在の位置に遷された。
昭和13年(1938年)に、太田某の子孫である太田けさ氏が、福島県会津若松市より霊感によって宗久寺を訪ねて来たことがあった。
- 縁日大祭

毎年　四月二十四日
- 例祭

毎月　二十四日

## 関連寺院
- 長国寺
- 長栄寺